# Philip Showalter Hench
Philip Showalter Hench (n. 28 februarie 1896, Pittsburgh, Pennsylvania, SUA – d. 30 martie 1965, Ocho Rios⁠(d), Middlesex County⁠(d), Jamaica) a fost un medic american care a primit Premiul Nobel pentru Medicină în 1950, împreună cu Tadeusz Reichstein și Edward Calvin Kendall, pentru cercetările legate de hormonii glandei suprarenale.